# Sarkastodon

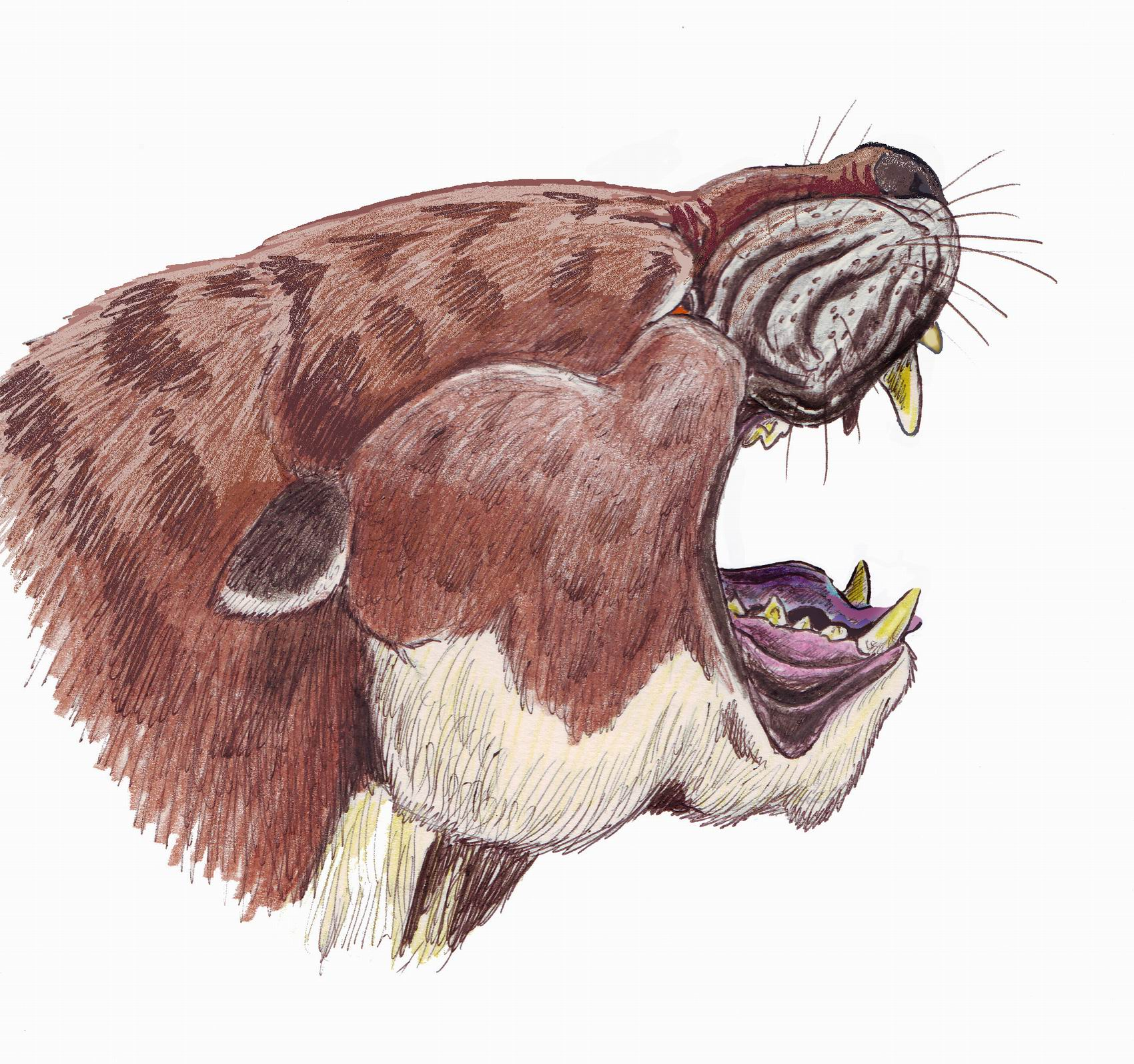
Recreación de cabeza de Sarkastodon.

Sarkastodon es un género extinto de mamíferos creodontos de la familia Oxyaenidae que vivió durante el Eoceno Superior hace aproximadamente 35 millones de años, en lo que actualmente es Mongolia. Era un gran depredador que pudo pesar alrededor de 800 kilogramos (un poco más grande en promedio que el oso moderno más grande y cerca del peso máximo posible para un mamífero carnívoro terrestre). Se asume que el Sarkastodon tenía una apariencia similar a un oso, a pesar de que solo se conocen cráneos y mandíbulas. El sarkastodon, como los otros creodontos, era probablemente un hipercarnívoro (más del 70% de carne en la dieta) que se alimentaba de grandes mamíferos existentes por entonces en Asia Central, como brontoterios, calicoterios y rinocerontes.

## Descubrimiento
Los especímenes tipo de S. mongoliensis se descubrieron en los depósitos de la formación Irdin Manha del Eoceno en Mongolia. Se halló material adicional de Sarkastodon en los estratos Ulan Shireb (a 160 kilómetros de la ubicación del holotipo) de Mongolia interior. Estos especímenes fueron hallados en la expedición de Granger en 1930, durante una expedición al desierto de Gobi.

## Paleobiología
Sarkastodon era un hipercarnívoro con dentadura similas a la de los hiénidos especializada para romper huesos. Los premolares afilados y cortantes, y los molares trituradores, habilitaban a Sarkastodon para alimentarse de hueso y carne.

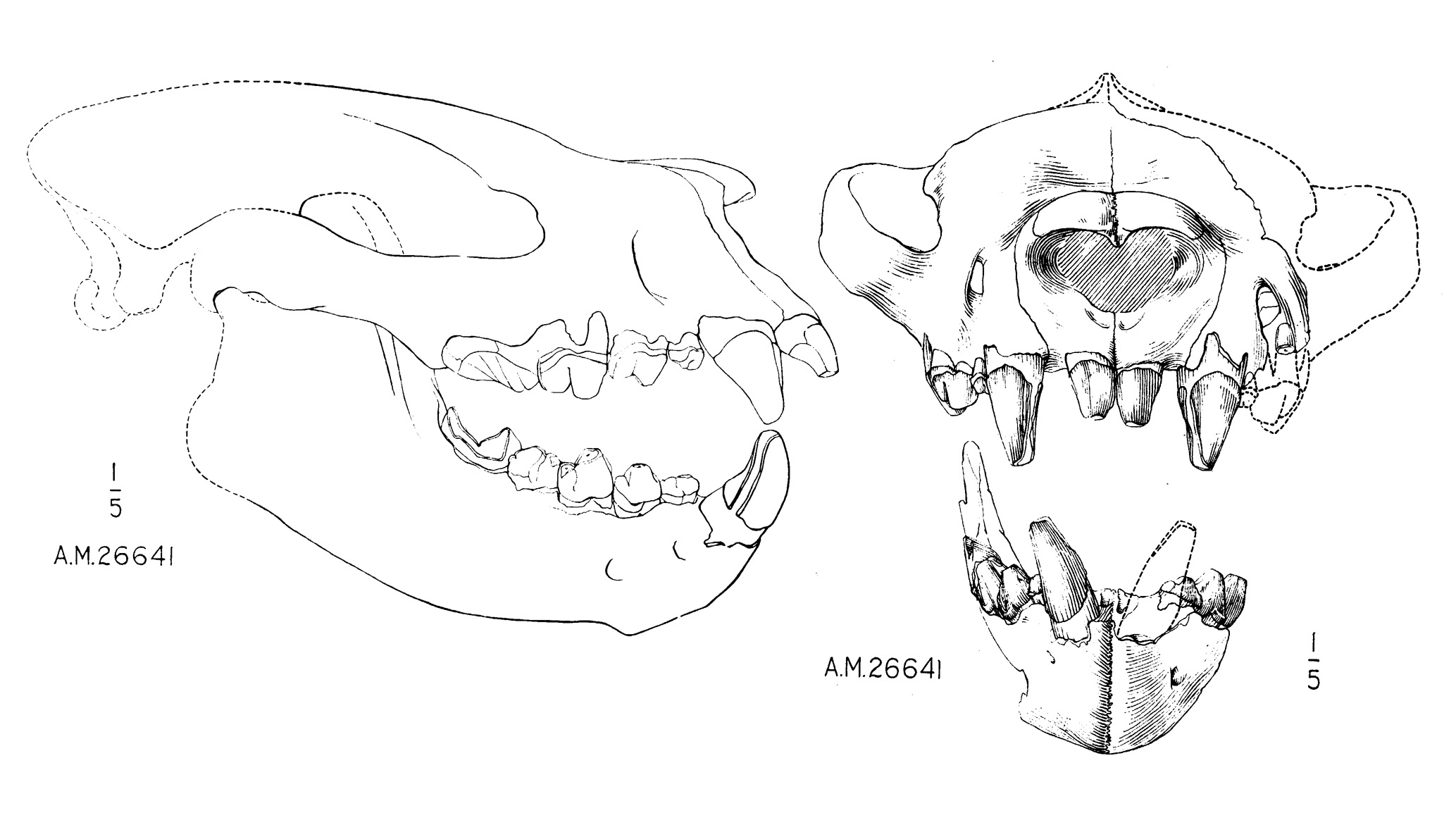
Reconstrucción craneal de Sarkastodon mongolensis